# Romances (Shakespeare)

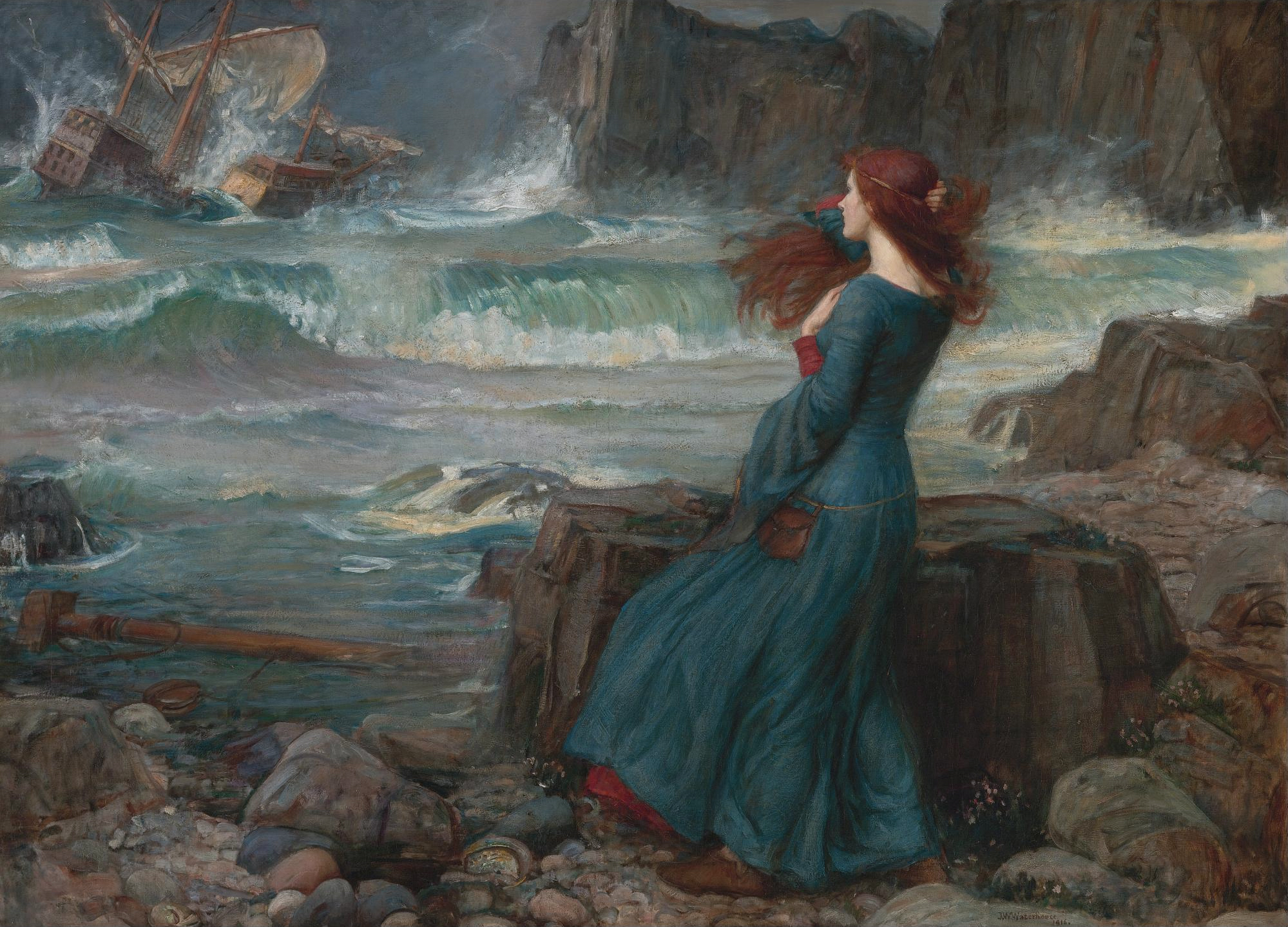
Miranda - La tempesta, olio su tela di John William Waterhouse (1916)

I romances (noti per esteso in inglese come late romances e in italiano come drammi romanzeschi) sono quattro opere teatrali di William Shakespeare: Pericle, principe di Tiro, La tempesta, Il racconto d'inverno e Cimbelino.

## Uso della locuzione
Il termine romances è stato usato per la prima volta nel 1875 dal critico irlandese Edward Dowden nel suo saggio Shakespeare: A Critical Study of His Mind and Art, ed è stato successivamente adottato dalla gran parte degli studiosi dell'opera di Shakespeare. Presumibilmente scritte tra il 1607 ed il 1611, appartenenti quindi all'ultima fase della produzione teatrale dell'autore, queste opere si contraddistinguono per la difficoltà nell'essere soddisfacentemente categorizzate tra le sue tragedie o commedie: per quanto siano effettivamente delle commedie, i toni più cupi le avvicinano al genere della tragicommedia e in esse si sentono le influenze degli elaborati masque di Ben Jonson ed Inigo Jones.
Con le loro tonalità più mistiche e malinconiche, queste opere sono caratteristiche della produzione matura di Shakespeare e per quanto alcuni critici abbiano collegato lo stile riflessivo e sobrio all'avanzare dell'età del drammaturgo, il nuovo stile riflette anche esigenze più pratiche e nuove circostanze concrete. Le quattro opere infatti furono molto probabilmente scritte per il pubblico aristocratico del teatro privato al chiuso Blackfriars Theatre invece che per il grande pubblico socialmente stratificato dei teatri all'aperto come il Globe. Questo cambio permise allo scrittore di avvalersi in pieno delle possibilità sceniche offerte dai teatri al chiuso, come una maggiore facilità nell'uso della musica e degli effetti speciali (entrambi presenti, ad esempio, nella Tempesta), mentre lo spazio limitato del palcoscenico rendeva scene d'azione o di guerra praticamente irrappresentabili. I quattro romances sono tuttavia caratterizzati anche da un approccio più intimo a temi religiosi, alla fede e al perdono, mentre l'ambiguità morale della prima parte della produzione teatrale di Shakespeare lascia il posto a una più esplicita premiazione della virtù e condanna del vizio.
Alcuni influenti critici come F.E. Halliday (1964), A.L. Rowse (1978) e Stanley Wells (1986) hanno incluso tra i romances anche I due nobili congiunti (1613-4), mentre Rowse ha evidenziato una certa affinità stilistica e tematica tra i romances ed Enrico VIII (1612-3), pur continuando ad includerlo nell'elenco dei drammi storici. Si noti che, secondo molti critici odierni, nella stesura di queste due ultime opere Shakespeare fu coadiuvato dal medesimo collaboratore, John Fletcher.

## Contesto storico

### Il Blackfriars Theatre
I Lord Chamberlain's Men, la compagnia di Shakespeare, godevano del favore di Giacomo I d'Inghilterra, tanto da cambiare il proprio nome in King's Men nel 1603. Dal 1608 occuparono stabilmente il teatro coperto noto come Blackfriars Theatre, mettendovi in scena opere teatrali durante la stagione invernale, mentre in estate operavano al Globe Theatre del Southbank. L'acquisizione del teatro di Blackfriars, frequentato da un pubblico tendenzialmente aristocratico e benestante, risale al 1608, il periodo in cui iniziarono ad essere composti i romances. Lo sviluppo di questo nuovo genere è quindi strettamente legato al teatro in cui le nuove opere venivano messe in scena, dato che Shakespeare seppe sfruttare i limite e le opportunità del nuovo spazio scenico. Se le limitate dimensioni del palco impedivano scene d'azione, l'atmosfera raccolta, la suggestiva illuminazione a lume di candela, la presenza di una piccola orchestra e la possibilità di usare effetti speciali (come i tuoni per la Tempesta) influenzarono il drammaturgo nel delineare il clima emotivo ed il genere delle sue ultime opere. Altre considerazioni pratiche includono il fatto che i membri storici dei King's Men fossero ormai invecchiati e questo spiega come mai i quattro romances offrono maggiori possibilità per attori più maturi rispetto alle opere giovanili di Shakespeare. Nonostante una parte di critici più romantici abbiano avuto a lungo la tendenza di attribuire il cambio di tono all'avanzare dell'età di Shakespeare e le tematiche più cupe all'imminente ritiro dalle scene e a un sentore di morte, la gran parte dei critici ora è d'accordo nell'affermare che il cambio di location ebbe un ruolo di primissimo piano nell'influenzare i cambiamenti stilistici e tematici di Shakespeare.

### La tragicommedia
Altri sviluppi nel panorama teatrale dettarono i cambiamenti stilistici di Shakespeare, specialmente le innovazioni artistiche introdotte nei primi anni del diciassettesimo secolo. John Fletcher e Francis Beaumont contribuirono enormemente al revival del genere della tragicommedia, che trattava tematiche drammatiche che però si risolvevano sempre con un lieto fine. Effettivamente i romances shakespeariani hanno caratteri spiccatamente più tragicomici del resto delle sue commedie: la minaccia della morte, della tortuta e della violenza è più pressante e incisiva, gli incontri con il soprannaturale più enfatici e diretti. Per quanto i termini romance e tragicommedia vengano usati quasi indistintamente per indicare l'ultima produzione di Shakespeare - e la critica letteraria italiana tenda a preferire il secondo - studi recenti di Jane Hwang Degenhardt e Cyris Mulready hanno dimostrato una differenza tra i due. La tragicommedia è infatti legata più strettamente al teatro rinascimentale continentale e classico, mentre il romance è sostanzialmente autoctono e derivato da opere di drammaturghi minori e vari componimenti poetici.

## Struttura e caratteristiche
Il termine romance fu coniato per l'esigenza di separare le ultime quattro opere di Shakespeare dal resto della produzione comica dello scrittore, in quanto Cimbelino, Pericle, La tempesta ed Il racconto d'inverno hanno toni più seri, cupi e complessi. La distinzione è strettamente moderna: nel First Folio del 1623 gli editori John Heminges ed Henry Condell raggrupparono le quattro opere secondo criteri diversi, catalogando Il racconto d'Inverno e La tempesta tra le commedie, Cimbelino tra le tragedie e omettendo del tutto Pericle. Nel 1875 Dowden propose la denominazione di romance per la grande somiglianza delle quattro opere al genere della letteratura cavalleresca (in inglese chivalric romance), che come i quattro drammi in questione prevede che la trama spazi attraverso grandi distanze geografiche e temporali.
I romances sono caratterizzati da una maggiore commistione di genere tra elementi comici e drammatici rispetto alla produzione precedente, ma anche da una maggiore introspezione psicologica e conflitti interiori rispetto al resto della produzione comica shakespeariana. I romances vengono a volte descritti come tragedie a lieto fine, dato che le loro trame spesso presentano elementi fortemente drammatici come la morte di personaggi principali. In generale, rispetto al resto delle commedie, le vicende sono legate a dalle tematiche piuttosto che a delle situazioni specifiche.
Altre caratteristiche del genere sono: 
- Grande attenzione al rapporto padre-figlia (come Miranda e Prospero ne La tempesta, Imogene e Cimbelino nell'omonima tragedia).[15]
- Elementi tragici o potenzialmente tragici nella prima parte dell'opera (come la morte di Mamilio ne Il racconto d'inverno).[16]
- Personaggi più anziani nei ruoli principali (come Prospero ne La tempesta, Leonte ne Il racconto d'inverno, i personaggi eponimi di Pericle e Cimbelino).[17]
- La storia d'amore tra i giovani protagonisti romantici è relegata alla sottotrama (come Miranda e Ferdinando ne La tempesta e Perdita e Florizel ne Il racconto d'inverno).[16]
- Il lieto fine generalmente include delle agnizioni o riappacificazioni all'interno della famiglia (come il ritrovamento della moglie e della figlia per Leonte ne Il racconto d'inverno o il perdono degli usurpatori da parte di Prospero nella Tempesta).[18]
- La magia ed elementi fantastici, come divinità pagane e pre-cristiane (Cerere e Giunone nella Tempesta, Giove in Cimbelino), spiriti e mostri (Ariel e Calibano nella Tempesta).[19]
- La presenza di un masque (le celebrazioni per le nozze di Ferdinando e Miranda ne La Tempesta, il sogno di Postumo in Cimbelino).[20]
- Incontro tra temi, ambienti e personaggi pastorali e cortesi (particolarmente nella Tempesta ed Il racconto d'inverno).[21]

## Il giudizio critico
I romances shakespeariani hanno suscitato pareri discordanti tra critici e accademici. Edmund Kerchever Chambers sostenne che il drammaturgo ebbe un crollo psicotico mentre scriveva Timone d'Atene e che i drammi romanzeschi riflettano una sorta di convalescenza psicologica. Per D.G. James le quattro opere sono la prova definitiva del fatto che la vena artistica e l'ispirazione poetica di Shakespeare si fossero ormai estinte, mentre secondo Gabriele Baldini i drammi romanzeschi sono la prova che l'autore stesse disperatamente tentando di ritrovare l'ispirazione: "È un fatto che i romances di Shakespeare, lungi dall'essere un approdo di serenità nuovamente conquistata attraverso una coscienza approfondita dei problemi, sono solo le testimonianze di un disperato dibattersi per ritrovare la vena irrimediabilmente perduta".
Per quanto Pericle e Cimbelino siano raramente rappresentati, La tempesta si è dimostrata uno dei classici shakespeariani di maggior successo e popolarità sulle scene, in parte per le possibilità che offre a un regista e in parte per il richiamo del ruolo di Prospero per attori non più giovanissimi. Il critico George Richard Wilson Knight ha sostenuto che, insieme alle sue migliori tragedie, i romances costituiscono il più alto livello della produzione shakespeariana, mentre l'influente critico Harold Bloom ha affermato che con Il racconto d'inverno Shakespeare tornò a mostrare al massimo le sue capacità, il proprio genio e talento.